# Bakos István (grafikus)

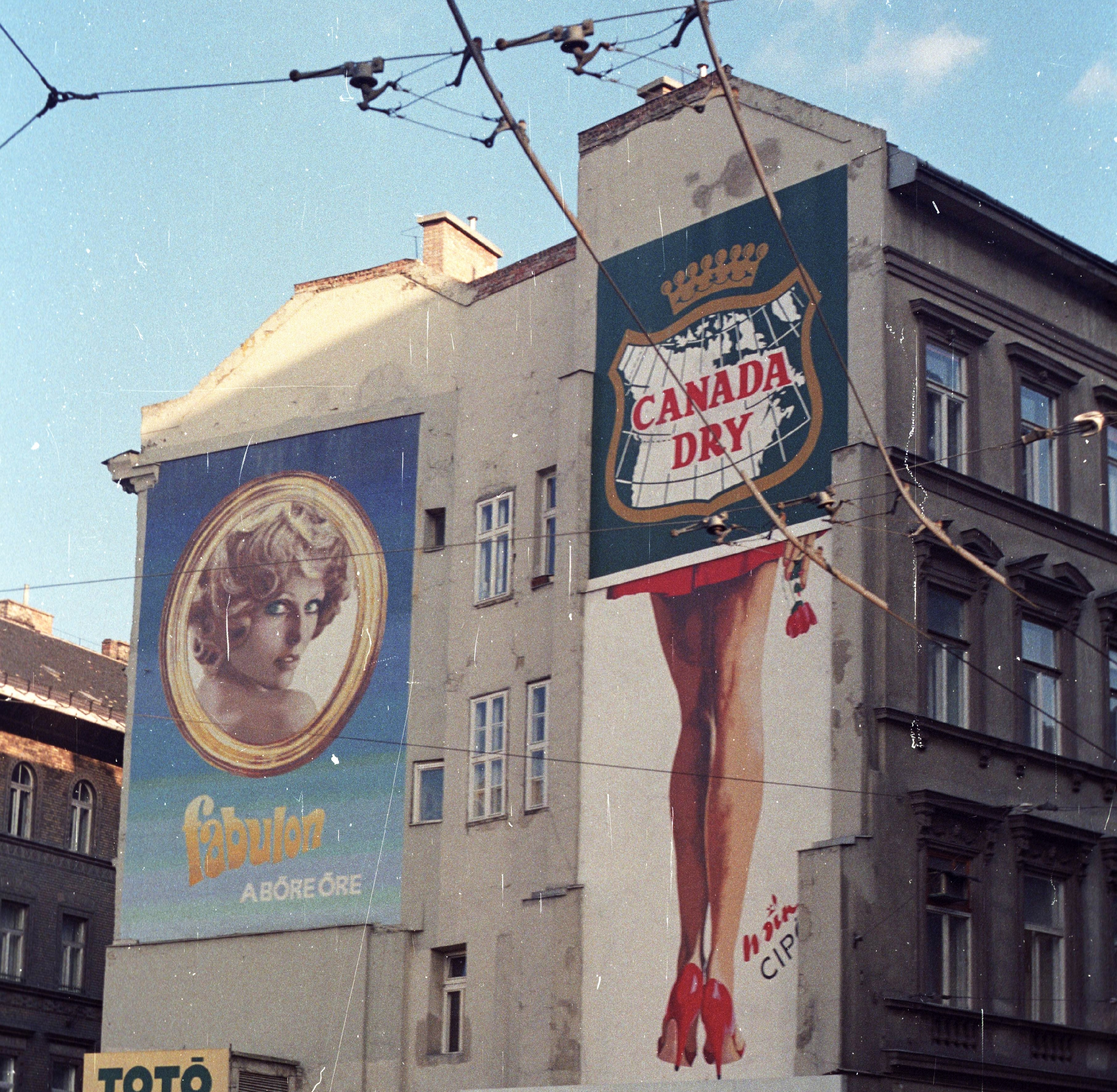
Mino cipő reklám

Bakos István (Budapest, 1941. június 17. –) Ferenczy Noémi-díjas magyar festő, reklámfotós, tervezőgrafikus. Minden alkalmazott grafikai műfajban dolgozik, emblémákat, installációs kiállításokat stb. tervez, nemzetközi reklámügynökségeknek fotókat készít. 2012 óta a Magyar Művészeti Akadémia tagja.

## Életútja
1960–1968 közt végezte el – megszakításokkal – a Magyar Képzőművészeti Főiskolát, ahol Konecsni György, előzőleg a Képzőművészeti Gimnáziumban Viski Balás László volt a mestere.
Bakos István nevéhez fűződik a legelső magyar beat-nagylemez borítója is, az International beat című albuma, 1964-ben.
Önálló formanyelvét zárt képi világú, festői, expresszív színházi és filmplakátjaiban valósítja meg. 1975-ben Finta József biztatására fordult a fotós kereskedelmi plakát műfajához. A Tanimpex, a Mino, – a Kálvin téren elhelyezett óriási Fabulon mozaikkép mellett látható, Mino cipőt reklámozó óriásposzter is Bakos István alkotása -, az Elektroimpex és a Hungarotex részére készített igényes reklámfotókat és grafikákat. 
1989 után reklámügynökségek munkatársaként óriásplakátok és reklámfilmek készítésében is részt vett. Tagja Quintett és a Perspektíva-csoportnak, továbbá a Magyar Plakát Társaságnak és a Magyar Örökség-díj Bírálóbizottságának.
Munkáit haza- és nemzetközi tematikus csoportos kiállításokon méretteti meg. Alkotásait több közgyűjteményben is őrzik, köztük az Országos Széchényi Könyvtárban és a Magyar Nemzeti Galériában Budapesten, a Munkácsy Mihály Múzeumban, Békéscsabán.
Bakos István négy alkalommal nyerte el az év legjobb plakátja díjat, két ízben pedig a Kulturális Minisztérium nívódíját. 
Nős, felesége Bakos Beatrix, született: Beatrix Wieromiej, textiltervező iparművész.

## Tematikus csoportos kiállításai (válogatás)
- 1969 • Quintett, Derkovits Terem, Budapest
- 1970 • Reklám '70, Ernst Múzeum, Budapest
- 1972, 1974, 1976, 1980 • Nemzetközi Plakátbiennálé, Varsó
- 1976 • Plakátok a szünetben, Madách Színház, Budapest
- 1977 • Postheater, Haus am Lützowplatz, Berlin
- 1978 • Perspektíva, Városi Tanács Kiállítóterem, Pécs • 10dencies in Hungarian Poster Design, Concourse Gallery, London
- 1979 • Perspektíva, Szajna Galéria, Varsó • Vasas Galéria, Miskolc
- 1980 • I. Országos Alkalmazott/Tervező Grafikai Biennálé, Békéscsaba
- 1985 • Nemzetközi Plakátbiennálé, Lahti
- 1986 • 100 + 1 éves a magyar plakát. A magyar plakátművészet története 1885-1986, Műcsarnok, Budapest
- 1996 • Plakát Parnasszus II., Szt. Korona Galéria, Székesfehérvár
- 2009 • A plakát művészete, Nemzeti Táncszínház Kerengő Galériája, Budapest
- 2010 • Párhuzamok III. – Fotóművészet – csoportos kiállítás,[2] Lena & Roselli Galéria, Budapest
- 2011 • Hommage a Csók István – a Csók István életmű-kiállításhoz kapcsolódó plakátkiállítás a 12. Kortárs Művészeti Fesztivál keretében, Városház tér, Székesfehérvár
- 2012 • Vizuális környezetszennyezés, Józsefvárosi Galéria, Budapest

## Kötetei
- Bakos István. Művek / Works; Alapfy Kft., Bp., 2015
- Bakos István tervezőgrafikus; MMA, Bp., 2021 (Iparművészek, tervezőművészek)

## Díjak, elismerések
- Az Év Legjobb Plakátja verseny nívódíja (1967, 1968, 1974, 1982)
- Az Év Legjobb Plakátja fődíja (1976, 1978)
- Nemzetközi Plakátbiennálé, Varsó különdíja (1980)
- Ferenczy Noémi-díj (1995)
- Konecsny életmű díj (2020)